# Heinkel He 112
Heinkel He 112 byl německý jednomístný jednomotorový stíhací dolnoplošník z první poloviny 30. let 20. století, který soutěžil o vládní zakázku na nový stíhací letoun s uzavřenou kabinou a zatahovacím podvozkem. Byl poražený typem Messerschmitt Bf 109. V Luftwaffe se nedočkal většího rozšíření, ale byl vyvážen do Maďarska, Rumunska a Japonska. Počet postavených strojů nepřesáhl 100 kusů.

## Vznik
V roce 1933 vydal operační štáb vojenského letectva požadavek na novou stíhačku, která by nahradila starší stíhací dvouplošníky Heinkel He 51 a Arado Ar 68. Nový typ měl dosahovat maximální rychlosti 400 km/h ve výšce 6000 m, doba výstupu to této výšky neměla přesáhnout 7 min, praktický dostup měl činit 10 000 m a vytrvalost 1,5 h. Návrh byl zaslán firmám Arado (Ar 80), Focke-Wulf (Fw 159), Heinkel a Messerschmitt. Technický úřad následně oznámil, že projektovaný letoun nemá mít plošné zatížení větší než 100 kg/m², což mělo zajistit dobrou obratnost. Projektovaný He 112 tak představoval kompromis mezi moderním řešením a původními požadavky RLM.
Dne 5. listopadu 1934 objednal Technický úřad u společnosti Heinkel tři prototypy. První He 112 V1 (imatrikulace D-IADO, Werk-Nr.1290) zalétal v září 1935 Flugkapitän Gerhard Nietschke. Pohon zajišťoval kapalinou chlazený řadový dvanáctiválec Rolls-Royce Kestrel V o vzletovém výkonu 510 kW a maximálním výkonu 471 kW ve výšce 4 265 m. Kabina pilota byla otevřená, vybavená čelním štítkem. V prosinci 1935 byl předán středisku v Travemünde.

## Vývoj
Do Travemünde byl odeslán také druhý prototyp He 112 V2 (D-IHGE, Werk-Nr.1291) poháněný motorem Junkers Jumo 210 C o vzletovém výkonu 471 kW a maximálním výkonu 397 kW ve výšce 2700 m. Konstruktéři bratři Günterové u tohoto stroje obešli limitující požadavek na co nejmenší plošné zatížení zkrácením rozpětí na 11,50 m z původních 12,60 m u V1. Po srovnávacích letech s Messerschmittem Bf 109 V2 byly oba prototypy He 112 odeslány do Rechlinu, kde byl He 112 V2 zničen při provádění vývrtky. Flugkapitän Nietschke stroj opustil na padáku.
Pět týdnů po druhém prototypu byl zalétán He 112 V3 (D-IDMO, Werk-Nr.1292). Měl nově tvarovaný chladič, jednotlivé výfuky byly nahrazeny společným sběračem spalin na obou stranách motoru, svislá ocasní plocha byla zvýšena a plně uzavřený kryt kabiny. V trupu již byla instalována hlavňová výzbroj tvořená dvojicí kulometů MG 17 ráže 7,92 mm, rozpětí křídla bylo opět zmenšeno.

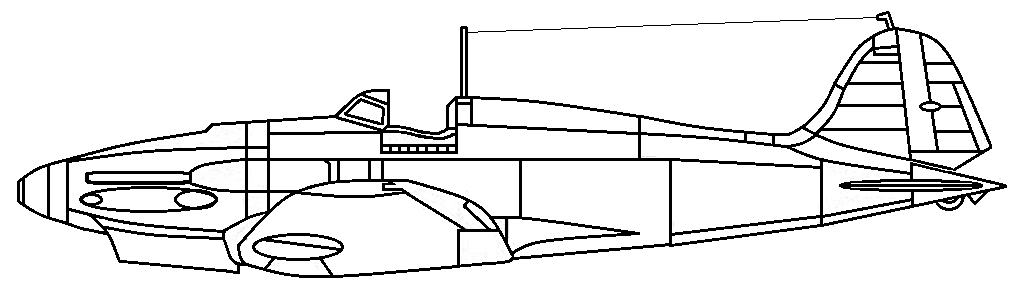
Heinkel He 112 V4

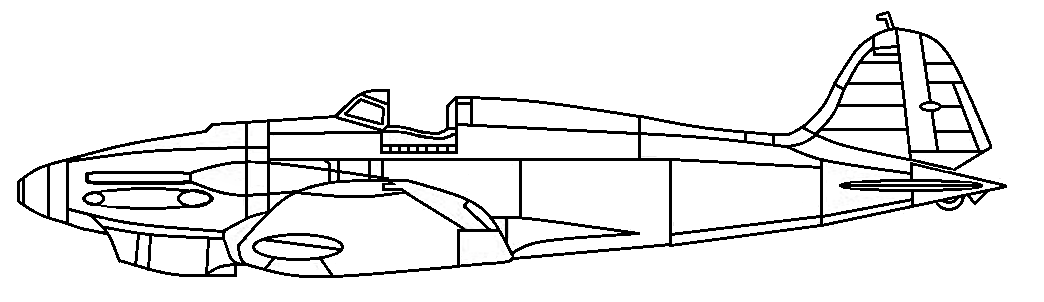
Heinkel He 112 V5

V roce 1936 obdržely obě firmy Heinkel i Messerschmitt objednávku na stavbu deseti předsériových letounů. Aby se He 112 stal svými výkony konkurenceschopný, bylo nutné celý koncept modifikovat. Tímto úkolem byl pověřen ing. Heinrich Hertel. Aby nedošlo ke zpoždění harmonogramu vývoje He 112, pokračovaly práce na dosavadní konstrukci pracovně označené He 112 A. Prototypy této verze se staly stroje He 112 V4 (D-IZMY, Werk-Nr.1932) a He 112 V5 (D-IIZO, Werk-Nr.1933) vycházející z V3. Oba poháněl agregát Jumo 210 Da s dvourychlostním kompresorem o vzletovém výkonu 529 kW a maximálním výkonu 493 kW ve výšce 3900 m. Třílistá vrtule byla nahrazena stavitelnou dvoulistou kovovou VDM. Vedle střelecké výzbroje bylo možno nést šest 10 kg pum pod křídlem. Zmenšení VOP zlepšilo letové charakteristiky. Na podzim roku 1936 proběhly v Travemünde porovnávací testy V4 a Bf 109 V3. He 112 V5 byl následně vyzbrojen kanónem Rheinmetal-Borsig MG C/30L ráže 20 mm střílejícím osou vrtule. Kulomety nad motorem byly demontovány.
Dalšími prototypy „Áčka“ se staly exempláře He 112 V6 (D-ISJY, Werk-Nr.1934) a He 112 V8 (D-IRXO, Werk-Nr.1935). Do draku V8 byl zabudován řadový motor Daimler-Benz DB 600 Aa o vzletovém výkonu 706 kW, který byl záhy nahrazen motorem Jumo 210 Da.
Prvním prototypem celkově překonstruovaného letounu se stal He 112 V9 (D-IGSI, Werk-Nr.1956), který poprvé vzlétl v červenci 1937. Původní velký chladič byl nahrazen menším, částečně zatahovatelným. Řadový motor Jumo 210 Ea o vzletovém výkonu 500 kW roztáčel dvoulistou kovovou vrtuli VDM-Hamilton. Křídlo eliptického tvaru mělo rozpětí 9,10 m. Výzbroj se skládala ze dvou kanónů MG FF v křídle a dvou kulometů MG 17 v trupu nad motorem.
Prototyp He 112 V10 (D-IQMA, Werk-Nr.1957) byl osazen pohonnou jednotkou Daimler-Benz DB 601 Aa měl představovat předpokládanou exportní variantu He 112 E. Byl zničen při nehodě. Jako vzor alternativní verze sloužil He 112 V11 (D-IYWE, Werk-Nr.1958) s motorem Jumo 210 Ga o vzletovém výkonu 515 kW a maximálním výkonu 537 kW ve výšce 1000 m. Další prototyp He 112 V12 (D-IRXS, Werk-Nr.1959) létal s motorem DB 600 Aa, následně pak s DB 601 Aa. Byl prodán do Japonska.
Drak He 112 byl podroben rozsáhlým zkouškám s raketovým motorem, při kterých havarovalo několik prototypů, ale byly hned zázračně opraveny.

## Nasazení

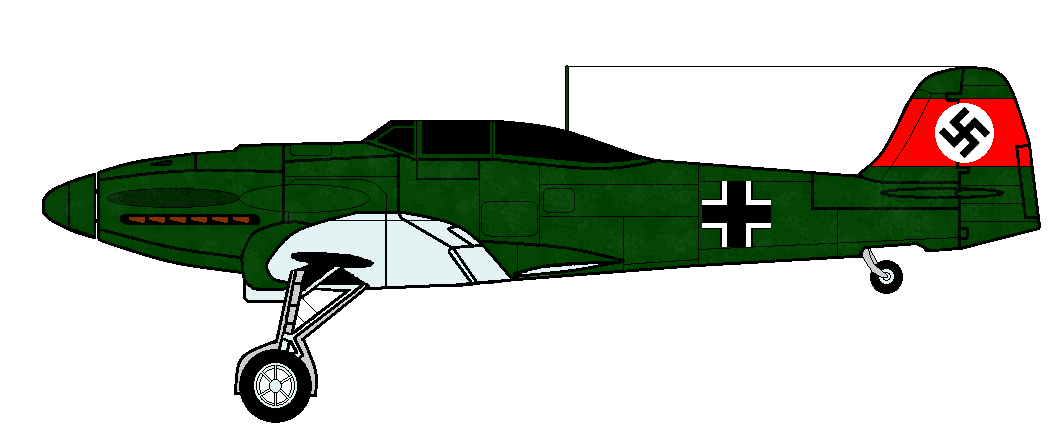
He 112 B-0, Luftwaffe

V listopadu 1936 byl prototyp He 112 V5 odeslán do Španělska, kde po smontování proběhlo 9. prosince jeho zalétání. Operoval z letiště v Tabladě, kde za jeho řízení usedali mj. piloti Oberleutnant Günter „Fips“ Radusch, Oberleutnant Wilhelm Balthasar a Unteroffizier Max Schulze, který 19. července 1937 se strojem havaroval během přistání na letišti v Escaloně. V té době se He 112 V4 účastnil mezinárodního leteckého mítinku na letišti Curych-Dübendorf, předtím byl v Helsinkách předváděn představitelům velení finského vojenského letectva. V říjnu 1937 se zúčastnil předvádění v Miláně na Salon Internazionale Aeronautica. Dalším letounem odeslaným do Španělska se stal He 112 V9, kde od roku 1938 létal s trupovým označením 8•2. Letové zkoušky s ním prováděl pilot Harro Harder. Rovněž He 112 V4 sloužil ve Španělsku. Obdržel trupové označení 5•1 a stejně jako předchozí prototypy sloužil u jednotky VJ/88. Následně velení španělského letectva zakoupilo 12 strojů a rozšířilo svou objednávku o dalších pět. První dva He 112 B-0 dorazily do Sevilly v listopadu 1938 a dalších šest v lednu 1939 (5•51 až 5•58). Byly přiděleny k jednotce 2°. Ecuadrilla Grupo Mixto 5-G-5 dislokované na letišti Balaguer, které velel Miguel Garcia Pardo. Dne 19. ledna 1939 sestřelil na Heinkelu Polikarpov I-16, v den kapitulace 31. března zahynul po srážce ve vzduchu s pilotem Rogelio Garcia de Juanem. Zbylých devět objednaných He 112 B-0 bylo dodáno až koncem dubna 1939.
Navrhovaný sériový He 112 A nebyl Luftwaffe přijat, ta místo toho dostala Bf 109. Heinkel proto zahájil rozsáhlou reklamní kampaň na zahraniční kontrakty. He 112 B-1 (D-IORC, Werk-Nr.2029) byl předváděn v Nizozemí na letišti Schiphol, přednost však dostala domácí konstrukce Fokker D.XXI.
V listopadu 1937 Rakousko testovalo novou stíhačku pro své letectvo a výsledek skončil velkým překvapením. Rakouská nákupní komise vedená federálním velitelem letectva Alexandrem Löhrem, se rozhodla pro He 112. Zkušební pilot Hans Schalk dostal možnost vyzkoušet Bf 109 i He 112. Výsledkem bylo, že označil obě letadla jako rovnocenná. Avšak Heinkel měl více vyvážené charakteristiky při obratech, a také lepší možnosti pro variace s avionikou a vybavením. Po anšlusu Rakouska již k exportu 42 kusů He 112 nedošlo.

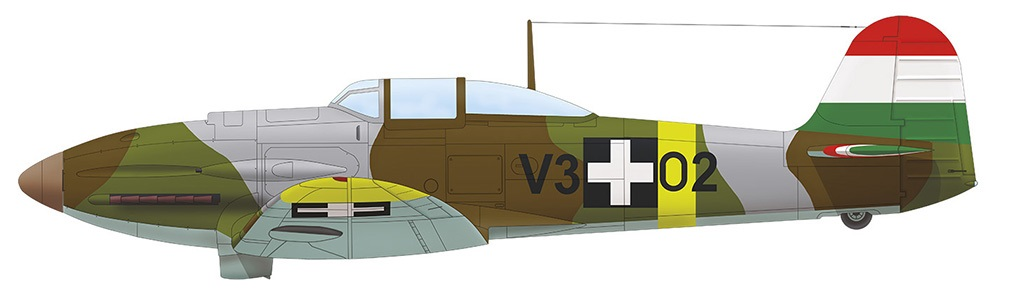
Heinkel He 112 B (V3+02) Maďarského královského letectva (MKHL - Magyar Királyi Honvéd Légierö) s výsostnými znaky zavedenými 1. března 1942

Po návštěvě japonské delegace továrny Heinkel v Marienehe na podzim 1937 bylo objednáno 30 kusů He 112 pro Japonské císařské námořní letectvo. Na jaře 1938 bylo do Japonska dodáno 12 strojů He 112 B-0, ale dalších 12 bylo zabaveno pro službu v Luftwaffe, kvůli krizi v Sudetech. Obdržela je IV./JG 132 založená ve Werneuchenu, jejímž velitelem se stal Hauptmann Johannes Janke. Bojeschopnost dosáhla 1. července 1938 a její první základnou byl Oschatz v Sasku. Odtud byla jednotka v říjnu 1938 přesunuta do Karlových Varů a později do Moravské Třebové. Zde se název jednotky změnil na II./JG 331 a její He 112 byly nahrazeny Bf 109 C.
Počátkem roku 1939 navštívila Německo skupina důstojníků rumunského letectva a následně firma Heinkel obdržela objednávku na dodání třiceti He 112 B-1 s motory Jumo 210 Ea. Rumunské He 112 B-1 byly od října 1939 zařazeny do výzbroje Escadrile 51 a 52 z Grupul 5 Flotila 1 Vinatoare se základnou na letišti Bukurešť-Pipera, v červnu 1941 byly přemístěny na letiště Focșani. V srpnu přeletěly na letiště Rimnicul Sarat a v říjnu na letiště Razelmnaja. První vzdušné vítězství získal již 22. června poručík Teodor Moscu, který sestřelil I-16. Od 25. října 1941 vzlétaly rumunské He 112 z letiště v Oděse, v září 1942 jejich bojová kariéra na východní frontě skončila. V průběhu bojů proti SSSR bylo ztraceno devět He 112. Do konce války sloužily pro pokračovací výcvik stíhacích pilotů.
Dalším zahraničním odběratelem se stalo Maďarsko, které 7. září 1938 objednalo 36 kusů He 112 B. Přetrvávající spor o Transylvánii mezi Maďarskem a Rumunskem způsobil problémy se získáním exportní licence pro nestrannost Německa. Dne 14. ledna 1939 maďarská vláda objednávku obnovila. Vzhledem k vytíženosti výrobních kapacit továrny Heinkel nabídli Maďaři koupi licence na výrobu He 112, které měla produkovat firma Manfred Weiss. U této tuzemské společnosti letectvo objednalo 1. června 1939 12 strojů He 112 B, další tři vzorové měl dodat Heinkel. Do poloviny července převzala firma Manfred Weiss šest motorů Jumo 210 E a osmnáct Jumo 210 Ga, v srpnu pak převzala tři He 112 B-1/U2, které byly ihned přezbrojeny na maďarské kulomety Gebauer ráže 8 mm. Vzhledem k neuspokojivým výkonům He 112 nebyla jejich sériová výroba zahájena.

## Specifikace (He 112B-2)

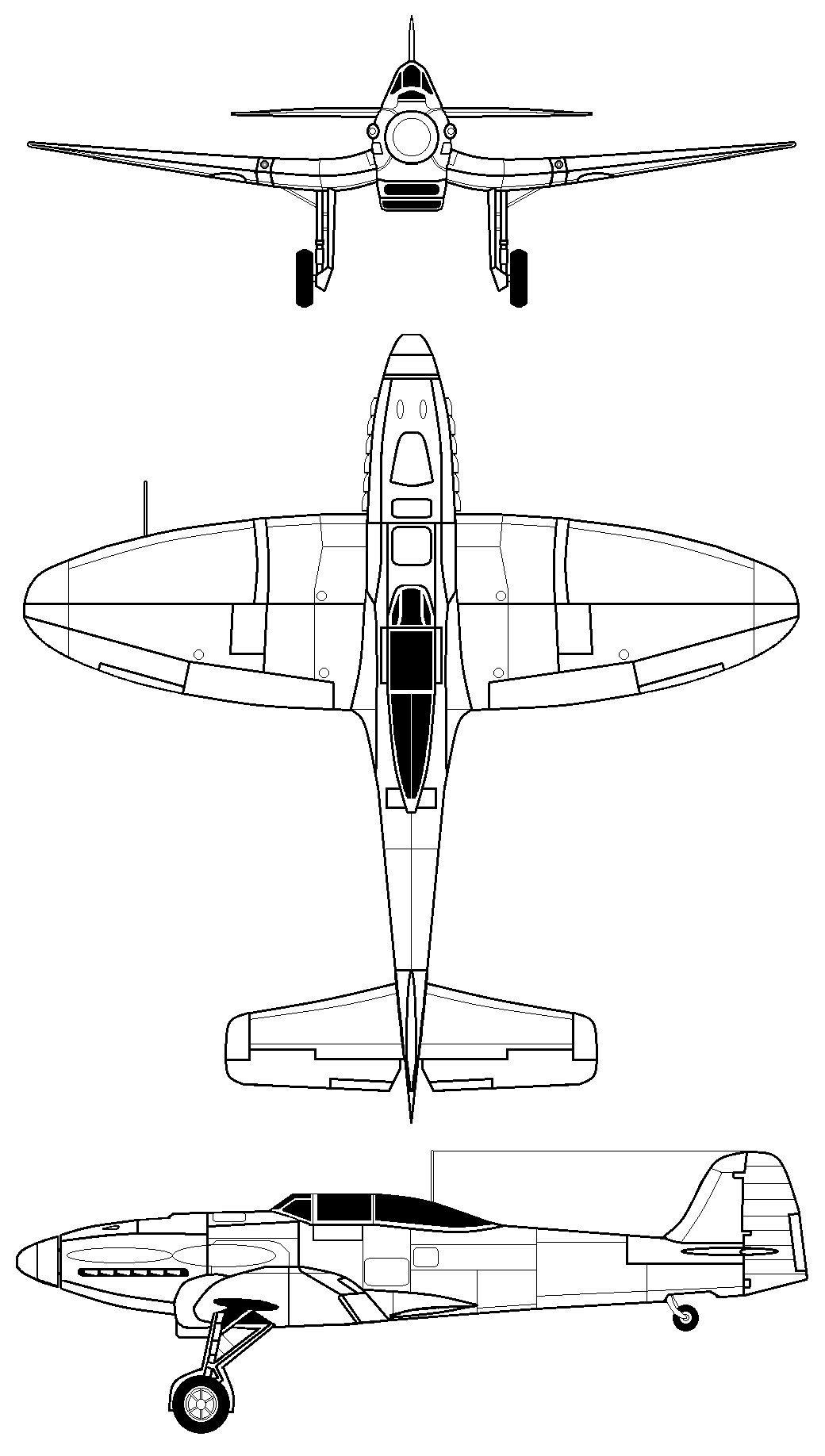
Heinkel He 112

### Technické údaje
- Osádka: 1
- Délka: 9,22 m
- Rozpětí: 9,09 m
- Nosná plocha: 17,00 m²
- Výška: 3,82 m
- Hmotnost (prázdná): 1617 kg
- Hmotnost (vzletová): 2248 kg
- Pohonná jednotka: 1 × vidlicový dvanáctiválec Junkers Jumo 210G o výkonu 700 koní (514,85 kW)

### Výkony
- Maximální rychlost: 510 km/h
- Dostup: 9 500 m
- Dolet: 1150 km

### Výzbroj
- 2 × kulomet MG 17 ráže 7,92 mm po stranách motoru
- 2 × kanón MG FF ráže 20 mm v křídle